# Haworthia floribunda
Haworthia floribunda és una espècie del gènere Haworthia de la subfamília de les asfodelòidies.

## Descripció
Haworthia floribunda és una petita suculenta, sense tija, prolifera lentament que pot arribar fer fins a 15 cm d'alçada. Té entre 20 a 30 fulles que són retorçades, lanceolades i ovades, formen una roseta amb un diàmetre de fins a 3 cm. El limbe foliar de color verd fosc opac. La punta de la fulla és aplanada i arrodonida. Els marges de les fulles són rugosos a dentats.
La inflorescència és senzilla, pot arribar a fer fins a 25 cm i consta de 10 a 15 flors de color blanc verdós i poques flors estan obertes al mateix temps.

## Distribució i hàbitat
Haworthia floribunda és comú a la província de sud-africana del Cap Occidental.

## Taxonomia
Haworthia floribunda va ser descrita per Karl von Poellnitz i publicat a Repertorium novarum specierum regni vegetabilis 40: 149 a l'any 1936.
Etimologia
Haworthia: nom en honor del botànic britànic Adrian Hardy Haworth (1767-1833).
floribunda: epítet llatí que vol dir "en procés de floració".
Varietats acceptades
- Haworthia floribunda var. floribunda (Varietat tipus)
- Haworthia floribunda var. dentata M.B.Bayer
- Haworthia floribunda var. major M.B.Bayer[4]

Sinonímia
- Haworthia chloracantha var. floribunda (Poelln.) Halda, Acta Mus. Richnov., Sect. Nat. 4(2): 42 (1997).[5]